# Rhodostrophia olivacea
Rhodostrophia olivacea là một loài bướm đêm trong họ Geometridae.